# 熱帶風暴電母 (2016年)
熱帶風暴電母（英語：Tropical Storm Dianmu，國際編號：1608，聯合颱風警報中心：WP112016）為2016年太平洋颱風季第8個被命名的熱帶氣旋。此風暴名稱屬第3次使用，由中國大陸提供，意指電之母，負責掌管雷電。電母是該年8月中在華南沿岸至臺灣出現的龐大天氣系統「季候風渦旋」下之產物，該渦旋徘徊華南至臺灣一帶期間先後有多個低壓系統生成，最終廣東沿岸對開海域的低壓區幾經掙扎後發展成此風暴。成旋後的電母仍先在澳門西南面150至200公里原地打轉，之後才以偏西路徑橫過雷州半島、北部灣和越南北部。

## 發展過程
2016年8月初熱帶氣旋妮妲過後，其引進的活躍西南季候風把熱帶輻合帶推進至北緯10至25度之間，且逐漸發展出一道廣闊而連綿不斷的季候風槽，西至華南沿岸、東至西北太平洋，組成一個龐大的「季候風渦旋」系統，使該區域的低壓區和熱帶氣旋活動開始轉趨頻繁，當中在西北太平洋上已接連有多個熱帶氣旋生成和北上移近日本。而華南沿岸至臺灣的一段季候風槽徘徊多時，並經歷一連串的低壓系統活動後，與其相關的一個低壓區於8月14日在南海北部近岸處開始發展和旋轉，美國海軍研究實驗室在早上6時給予熱帶擾動編號95W，而聯合颱風警報中心在晚上7時半對其在24小時內形成熱帶氣旋的機會評為「低」，至8月15日上午9時提升為「中」。此前數值預報權威之一的歐洲中期天氣預報中心已連續數日預計該海域會有熱帶氣旋生成，只是形成位置飄忽不定，在臺灣西面至雷州以東之間反覆改變。該低壓區為一「季風低壓」，其風力結構外強內弱，而發展初期組織雜亂無章，更出現多個環流中心，但無阻臺灣中央氣象局在當日早上8時率先把此低壓區升為熱帶低氣壓，日本氣象廳在下午2時跟隨，中國國家氣象中心在翌晨（16日）8時亦把它升為熱帶低壓。該系統的多中心情況在8月16日未有改善，而從雷達圖所見，其中一個較清晰可見的旋轉中心於香港東面200公里內向北飄移至汕尾一帶，香港天文台上午9時45分的本港地區天氣預報中亦有此評估。
直到8月17日早上，一個更為明顯的低壓中心在香港西南面200公里左右出現，香港天文台在早上8時45分表示「該低壓區正在發展，一個熱帶氣旋似乎在形成中」，並在上午11時半把此系統正式升為熱帶低氣壓。由於低層引導氣流微弱，該系統當日在廣東西部對開海面近乎停留不動，此外其組織仍然鬆散，但主中心逐漸鞏固、多中心情況開始消失，螺旋性更為明顯，日本氣象廳在晚上9時半對其發布烈風警報，中國國家氣象中心更一度在當晚11時25分把此系統升為熱帶風暴，可是15分鐘後旋即撤回，至翌晨（18日）6時15分才正式作出此項升格，香港天文台在早上6時半跟隨。日本氣象廳在上午9時25分亦把該熱帶低氣壓正式升為熱帶風暴，並命名為電母，給予國際編號1608。而聯合颱風警報中心則在凌晨1時半對其在24小時內發展成熱帶氣旋的機會評級上調至「高」，並同時發出熱帶氣旋形成警報，終在上午11時把電母升為熱帶低氣壓，並給予熱帶氣旋編號11W。
電母開始受到位處內陸的高壓區帶動，在早上開始採取較明顯的西移路徑，以時速12至15公里移向雷州半島，午後折向西南偏西並加速至每小時20公里，中國國家氣象中心表示電母在下午3時40分於雷州市東里鎮登陸。電母在黃昏快速橫過雷州半島，到傍晚已經移入北部灣，其結構未受太大影響，仍能大致維持強度。電母在北部灣上空吸收炎熱海水供應的能量並再稍作增強，達到強度巔峰並有跡象發展出中心密集雲團，中國國家氣象中心在8月19日凌晨2時把電母升為強熱帶風暴（後於最佳路徑中撤銷該次評級）；同時電母亦改向西北偏西推進，直逼越南北部，中國國家氣象中心表示電母在下午1時50分於越南海防市登陸。之後電母加速深入內陸，以時速35公里掠過老撾並在陸地摩擦下減弱，香港天文台在20日凌晨1時45分把電母降為熱帶低氣壓。電母在中午時份進一步減弱為低壓區，可是受到濕潤西南季候風支援，電母的殘餘雲帶未有即時消散，而是繼續西移橫越中南半島，為該區帶來暴雨。

## 影響

### 香港
當地發出之最高熱帶氣旋警告信號： 三號強風信號
電母仍是一低壓區之時，其帶來的湧浪已導致西貢附近海域連續兩日有人溺斃，至8月16日合共造成3死、1失蹤。香港天文台在8月15日下午12時半發出「特別天氣提示」，表示位於南海北部的「季風低壓」中心風力不大，但仍有機會進一步發展。天文台在8月17日上午11時半發出一號戒備信號，當時電母集結在香港之西南約220公里，增強為熱帶低氣壓，並已經最接近香港。天文台預料香港當日日間風力不會顯著加強，一號信號會在日間大部分時間維持；電母雖會逐漸移離香港，但會進一步增強，當晚香港風力會逐步上升，天文台會在當日稍後考慮發出三號強風信號。而香港當日受電母外圍雨帶影響，有狂風驟雨。天文台在下午4時45分表示會在晚上考慮發出三號信號，隨後在當晚8時45分表示會在午夜前發出三號信號。
天文台在晚上10時15分發出三號強風信號，當時電母集結在香港之西南約240公里。天文台表示三號信號將會在晚間及翌日（18日）早上大部份時間維持；除非電母迅速增強，否則發出八號信號的機會不大。接近午夜，長洲開始刮起強風，而西貢亦在18日凌晨短暫受強風影響，但普遍地區的風勢未有隨電母加強為熱帶風暴而明顯上揚。尖鼻咀受風暴潮及天文大潮影響，早上錄得水位在海圖基準面以上3.15米。天文台在18日上午9時45分表示電母在過去數小時穩定西移和遠離香港，會在中午前改發一號熱帶氣旋警告信號。教育局宣佈所有幼稚園、肢體傷殘兒童學校和智障兒童學校當日停課。上午較後時間香港境內風勢開始轉趨緩和，天文台在上午11時15分改發一號戒備信號，當時電母移至香港之西南偏西約310公里。天文台表示，當下午風力進一步減弱，會取消所有熱帶氣旋警告信號。2小時後，天文台在下午1時15分取消所有熱帶氣旋警告信號，當時電母集結在香港之西南偏西約350公里。由於海面仍有湧浪，天文台繼續呼籲市民遠離岸邊及停止所有水上活動。但取消所有信號後，香港下午和晚上先後再次受到電母的外圍雨帶影響，再有狂風驟雨且風力回升，8個參考自動氣象站中的長洲仍間中吹強風，機場等地方亦在所有信號取消後錄得最高風速，顯示天文台過早取消信號。
電母吹襲期間，天文台8個參考自動氣象站只有2個錄得強風，三號信號不達標。風暴期間，長洲及西貢錄得之最高10分鐘平均風速分別為每小時55及43公里；機場則在所有信號取消後錄得每小時40公里持續風速，僅僅未達強風程度。而天文台事後發表《天文台網誌：熱帶氣旋生成變數》，介紹熱帶氣旋生成位置的變數，並針對日前電母仍是低壓區時所帶來的湧浪造成傷亡，提醒市民當熱帶輻合帶或廣闊低壓區出現在香港附近時，無論最終會否發展成熱帶氣旋，岸邊都可能會有湧浪，參與水上活動或接近岸邊的人士須特別留意風浪可能帶來的危險。

### 澳門
當地懸掛之最高熱帶氣旋信號： 三號風球
- 當地發出之最高風暴潮警告：黃色風暴潮警告

隨著電母增強為熱帶低氣壓，澳門氣象局在2016年8月17日中午12時正懸掛一號風球，當時電母集結在澳門之西南約150公里。氣象局預料一號風球將在日間維持，電母在隨後24小時有機會進一步增強，華南沿岸受到其外圍雨帶影響，當日和翌日將會出現大驟雨及伴隨陣風。氣象局在下午3時45分表示將會在晚間考慮是否改掛三號風球，並於下午5時55分表示黃色風暴潮警告將於翌晨（18日）7時生效。氣象局在晚上9時50分表示將在8月18日午夜12時至凌晨3時考慮懸掛三號風球，隨後在晚上11時10分表示將於8月18日凌晨12時半懸掛三號風球。氣象局在8月18日凌晨12時半懸掛三號風球，當時電母位於澳門之西南約170公里。氣象局表示預計三號風球在上午維持；另外汲取颱風妮妲吹襲澳門時的經驗，氣象局發出「特別報告」，表示「由於橋上風力間中達到強風程度及有陣風，呼籲駕駛人仕注意行車安全，電單車應使用西灣大橋電單車專道進行往返。」早上內港一帶開始受風暴潮及天文大潮影響而出現輕微海水倒灌，黃色風暴潮警告在早上7時正生效，位於內港的自動水位監測站於上午9時15分測得路面水位高度為0.05米。雖然電母加強為熱帶風暴，但是亦開始採取偏西路徑逐漸遠離，氣象局因而在上午9時45分表示考慮在隨後數小時除下所有熱帶氣旋信號。與此同時，內港一帶水位開始逐漸減退，氣象局在上午10時半取消所有風暴潮警告。氣象局在下午12時15分除下所有風球，當時電母位於澳門之西南約240公里。但晚上受到電母的外圍雨帶影響，風力回升，氣象局在晚上7時15分懸掛強烈季候風信號，維持至當晚10時35分，並再次發出「特別報告」，呼籲在大橋駕駛人仕注意行車安全。
風暴過後，一名青年因滑浪風帆控制杆折斷而漂流海上，2小時後由海關於黑沙東南端約2海里發現並獲救。事後體育局表示該名青年為澳門集訓隊成員，事發時正進行訓練，並有教練在場。局方又強調，該名青年是在澳門除下所有風球後才開始訓練。

### 中國大陸
當地發出之最高颱風預警信號： 颱風藍色預警信號

#### 廣東
全省發出之最高颱風預警信號： 颱風藍色預警信號
地方級最高預警如下：
| 級別             | 地區                                                                                           |
| ---------------- | ---------------------------------------------------------------------------------------------- |
| 颱風黃色預警信號 | 湛江、茂名、廉江、遂溪、電白、徐聞、雷州                                                       |
| 颱風藍色預警信號 | 南沙、番禺、深圳、珠海、斗門、台山、吳川、陽西、陽江                                           |
| 颱風白色預警信號 | 開平、恩平、惠陽、惠東、惠州、陽春、信宜、中山、東莞、新會、澄海、潮陽、南澳、汕頭、化州、高州 |

#### 海南
全省發出之最高颱風預警信號： 颱風黃色預警信號
地方級最高預警如下：
| 級別             | 地區                   |
| ---------------- | ---------------------- |
| 颱風黃色預警信號 | 文昌、海口、東方、儋州 |
| 颱風藍色預警信號 | 五指山                 |

#### 廣西
全省發出之最高颱風預警信號： 颱風藍色預警信號
地方級最高預警如下：
| 級別             | 地區                           |
| ---------------- | ------------------------------ |
| 颱風黃色預警信號 | 北海                           |
| 颱風藍色預警信號 | 南寧、防城港、欽州、玉林、崇左 |

### 越南
電母在8月19日午後登陸海防市，為越南北部帶來狂風暴雨，錄得雨量達200至300毫米，部份地區出現山洪暴發和山泥傾瀉，造成7死8傷、2人失蹤。

### 老撾、泰國
電母橫過老撾期間，為該國帶來大量雨水，並導致在流經琅勃拉邦一帶的湄公河河水暴漲，並導致泰國的黎府Pak Chom的農田大範圍受影響。

## 熱帶氣旋警告使用紀錄

### 中國大陸
| 中國國家氣象中心 颱風預警信號 | 中國國家氣象中心 颱風預警信號 | 中國國家氣象中心 颱風預警信號 |
| ----------------------------- | ----------------------------- | ----------------------------- |
| 上一熱帶氣旋                  | 颱風藍色預警信號              | 下一熱帶氣旋                  |
| 颱風妮妲                      | 颱風藍色預警信號              | 超强颱風獅子山                |

### 香港
| 香港天文台 熱帶氣旋警告信號 | 香港天文台 熱帶氣旋警告信號 | 香港天文台 熱帶氣旋警告信號 |
| --------------------------- | --------------------------- | --------------------------- |
| 上一熱帶氣旋                | 一號戒備信號                | 下一熱帶氣旋                |
| 颱風妮妲                    | 一號戒備信號                | 超強颱風莫蘭蒂              |
| 颱風妮妲                    | 三號強風信號                | 超強颱風莎莉嘉              |

### 澳門
| 地球物理暨氣象局 熱帶氣旋信號 | 地球物理暨氣象局 熱帶氣旋信號 | 地球物理暨氣象局 熱帶氣旋信號 |
| ----------------------------- | ----------------------------- | ----------------------------- |
| 上一熱帶氣旋                  | 一號風球                      | 下一熱帶氣旋                  |
| 颱風妮妲                      | 一號風球                      | 颱風莫蘭蒂                    |
| 颱風妮妲                      | 三號風球                      | 颱風莎莉嘉                    |

## 外部連結
- （日語）日本氣象廳：1608最佳路徑數據 （页面存档备份，存于）、2016年熱帶氣旋最佳路徑（數據 （页面存档备份，存于）、路徑圖 （页面存档备份，存于））
- （英文）美國聯合颱風警報中心：11W最佳路徑數據 （页面存档备份，存于）、熱帶風暴電母最佳路徑圖
- （简体中文）中國國家氣象中心：2016年熱帶氣旋最佳路徑數據（有待公佈）
- （繁體中文）中華民國交通部中央氣象局：颱風資料庫——、電母最佳路徑圖、2016年氣象年報及觀測年報（有待公佈）
- （繁體中文）香港天文台：熱帶風暴電母報告 （页面存档备份，存于）、2016年8月熱帶氣旋概述 （页面存档备份，存于）、《2016熱帶氣旋年刊》（網頁版有待公佈）
- （繁體中文）澳門地球物理暨氣象局：2016熱帶氣旋年報——熱帶風暴電母
- （英文）菲律賓大氣地球物理和天文管理局：2016年熱帶氣旋路徑年報（有待公佈）
- （泰文）泰國地球物理暨氣象部門：2016年熱帶氣旋路徑 （页面存档备份，存于）